# Atletica leggera ai Giochi della V Olimpiade - Staffetta 4×100 metri

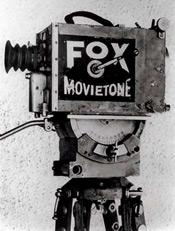
' (durata: 30")

La competizione della staffetta 4×100 metri di atletica leggera ai Giochi della V Olimpiade si tenne i giorni 8 e 9 luglio 1912 allo Stadio Olimpico di Stoccolma.

## L'eccellenza mondiale
| Record olimpico | La specialità è presente per la prima volta ai Giochi. |

## La gara
Il miglior tempo delle batterie è di Svezia e Germania (43"6). Le squadre vincenti passano al turno successivo.
La prima semifinale è vinta dagli Stati Uniti, che però vengono squalificati per cambio fuori settore; al loro posto passa il turno la Gran Bretagna. Nella seconda prevale la Svezia con il primato dei Giochi (42"5), subito migliorata dalla Germania nella terza (42"3).

Solo le squadre vincenti passano il turno, quindi la finale è a tre: Gran Bretagna, Svezia e Germania.
In finale i britannici partono meglio e non si fanno più raggiungere; nel finale il tedesco Richard Rau (probabilmente il miglior velocista europeo del suo tempo) raggiunge lo svedese Lindberg e manca per pochi centimetri l'aggancio ad Applegarth.
Dopo la fine della gara la Germania viene squalificata per cambio fuori zona tra Herrmann e Kern.

## Risultati

### Batterie
Vengono disputate sei batterie, anche se quattro di esse contengono una sola squadra.
| Pos. | Nazione | Atleti                                                | Tempo |
| ---- | ------- | ----------------------------------------------------- | ----- |
| 1    | Canada  | Frank McConnell Frank Lukeman Hal Beasley Army Howard | 46"2  |

| Pos. | Nazione     | Atleti                                              | Tempo |
| ---- | ----------- | --------------------------------------------------- | ----- |
| 1    | Stati Uniti | Ira Courtney Frank Belote Clement Wilson Carl Cooke | 43"7  |

| Pos. | Nazione       | Atleti                                                    | Tempo |
| ---- | ------------- | --------------------------------------------------------- | ----- |
| 1    | Gran Bretagna | David Jacobs Henry Macintosh Vic d'Arcy Willie Applegarth | 45"0  |

| Pos. | Nazione | Atleti                                                   | Tempo |
| ---- | ------- | -------------------------------------------------------- | ----- |
| 1    | Svezia  | Ivan Möller Karl August Luther Ture Person Knut Lindberg | 43"6  |

| Pos. | Nazione  | Atleti                                                      | Tempo |
| ---- | -------- | ----------------------------------------------------------- | ----- |
| 1    | Germania | Max Herrmann Erwin Kern Richard Rau Karl von Halt           | 43"6  |
| 2    | Austria  | Gustav Krojer Rudolf Rauch Fritz Weinzinger Fritz Fleischer | 44"8  |

| Pos. | Nazione  | Atleti                                                    | Tempo |
| ---- | -------- | --------------------------------------------------------- | ----- |
| 1    | Ungheria | Ferenc Szobota Vilmos Rácz Pal Szalay István Jankovich    | 43"7  |
| 2    | Francia  | Pierre Failliot Georges Rolot Charles Lelong René Mourlon | 43"8  |

### Semifinali
| Pos. | Nazione       | Atleti                                                    | Tempo     |
| ---- | ------------- | --------------------------------------------------------- | --------- |
| 1    | Gran Bretagna | David Jacobs Henry Macintosh Vic d'Arcy Willie Applegarth | 43"0      |
| 2    | Stati Uniti   | Ira Courtney Frank Belote Clement Wilson Carl Cooke       | (42"2) SQ |

| Pos. | Nazione  | Atleti                                                   | Tempo |
| ---- | -------- | -------------------------------------------------------- | ----- |
| 1    | Svezia   | Ivan Möller Karl August Luther Ture Person Knut Lindberg | 42"5  |
| 2    | Ungheria | Ferenc Szobota Vilmos Rácz Pal Szalay István Jankovich   | 42"9  |

| Pos. | Nazione  | Atleti                                                | Tempo |
| ---- | -------- | ----------------------------------------------------- | ----- |
| 1    | Germania | Otto Röhr Max Herrmann Erwin Kern Richard Rau         | 42"3  |
| 2    | Canada   | Frank McConnell Frank Lukeman Hal Beasley Army Howard | 43"5  |

### Finale
| Pos.    | Nazione       | Atleti                                                    | Tempo ufficiale |
| ------- | ------------- | --------------------------------------------------------- | --------------- |
| Oro     | Gran Bretagna | David Jacobs Henry Macintosh Vic d'Arcy Willie Applegarth | 42"4            |
| Argento | Svezia        | Ivan Möller Karl August Luther Ture Person Knut Lindberg  | 42"6            |
| -       | Germania      | Otto Röhr Max Herrmann Erwin Kern Richard Rau             | 42"4 SQ         |

Il record dei tedeschi in semifinale (42"3) rimarrà il miglior risultato dell'anno. Nel 1913 verrà riconosciuto dalla neonata IAAF come primo record del mondo ufficiale della specialità.